# Saison 2018-2019 des Canadiens de Montréal
Autres saisons
Saison précédente Saison suivante
La saison 2018-2019 est la cent-neuvième saison de hockey sur glace jouée par les Canadiens de Montréal dans la Ligue nationale de hockey.

## Saison régulière

### Classement
| Clt   | Équipe                 | PJ | V  | D  | DP | BP  | BC  | Pts |
| ----- | ---------------------- | -- | -- | -- | -- | --- | --- | --- |
| +001, | Lightning de Tampa Bay | 82 | 62 | 16 | 4  | 325 | 222 | 128 |
| +002, | Bruins de Boston       | 82 | 49 | 24 | 9  | 259 | 215 | 107 |
| +003, | Maple Leafs de Toronto | 82 | 46 | 28 | 8  | 286 | 251 | 100 |
| +004, | Canadiens de Montréal  | 82 | 44 | 30 | 8  | 249 | 236 | 96  |
| +005, | Panthers de la Floride | 82 | 36 | 32 | 14 | 267 | 280 | 86  |
| +006, | Sabres de Buffalo      | 82 | 33 | 39 | 10 | 226 | 271 | 76  |
| +007, | Red Wings de Détroit   | 82 | 32 | 40 | 10 | 227 | 277 | 74  |
| +008, | Sénateurs d'Ottawa     | 82 | 29 | 47 | 6  | 242 | 302 | 64  |

- En gras : vainqueur de division
- En italique : qualifié pour les séries

### Match après match
Ce tableau reprend les résultats de l'équipe au cours de la saison, les buts marqués par les Canadiens étant inscrits en premier.
| No | Date        | Résultat                | Adversaire                | Lieu         | Score | Bilan (V-D-N) | Pts |
| -- | ----------- | ----------------------- | ------------------------- | ------------ | ----- | ------------- | --- |
| 1  | 3 octobre   | défaite en prolongation | Maple Leafs de Toronto    | Toronto      | 2-3   | 0-0-1         | 1   |
| 2  | 6 octobre   | victoire                | Penguins de Pittsburgh    | Pittsburgh   | 5-1   | 1-0-1         | 3   |
| 3  | 11 octobre  | défaite                 | Kings de Los Angeles      | Montréal     | 0-3   | 1-1-1         | 3   |
| 4  | 13 octobre  | victoire                | Penguins de Pittsburgh    | Montréal     | 4-3   | 2-1-1         | 5   |
| 5  | 15 octobre  | victoire                | Red Wings de Détroit      | Montréal     | 7-3   | 3-1-1         | 7   |
| 6  | 17 octobre  | victoire                | Blues de St-Louis         | Montréal     | 3-2   | 4-1-1         | 9   |
| 7  | 20 octobre  | défaite en prolongation | Sénateurs d'Ottawa        | Ottawa       | 3-4   | 4-1-2         | 10  |
| 8  | 23 octobre  | victoire                | Flames de Calgary         | Montréal     | 3-2   | 5-1-2         | 12  |
| 9  | 25 octobre  | défaite                 | Sabres de Buffalo         | Buffalo      | 3-4   | 5-2-2         | 12  |
| 10 | 27 octobre  | victoire                | Bruins de Boston          | Boston       | 3-0   | 6-2-2         | 14  |
| 11 | 30 octobre  | défaite                 | Stars de Dallas           | Montréal     | 1-4   | 6-3-2         | 14  |
| 12 | 1 novembre  | victoire                | Capitals de Washington    | Montréal     | 6-4   | 7-3-2         | 16  |
| 13 | 3 novembre  | défaite                 | Lightning de Tampa Bay    | Montréal     | 1-4   | 7-4-2         | 16  |
| 14 | 5 novembre  | victoire                | Islanders de New York     | New York     | 4-3   | 8-4-2         | 18  |
| 15 | 6 novembre  | défaite                 | Rangers de New York       | New York     | 3-5   | 8-5-2         | 18  |
| 16 | 8 novembre  | défaite en prolongation | Sabres de Buffalo         | Montréal     | 5-6   | 8-5-3         | 19  |
| 17 | 10 novembre | victoire                | Golden Knights de Vegas   | Montréal     | 5-4   | 9-5-3         | 21  |
| 18 | 13 novembre | défaite                 | Oilers d'Edmonton         | Edmonton     | 2-6   | 9-6-3         | 21  |
| 19 | 15 novembre | victoire                | Flames de Calgary         | Calgary      | 3-2   | 10-6-3        | 23  |
| 20 | 17 novembre | victoire                | Canucks de Vancouver      | Vancouver    | 3-2   | 11-6-3        | 25  |
| 21 | 19 novembre | défaite en prolongation | Capitals de Washington    | Montréal     | 4-5   | 11-6-4        | 26  |
| 22 | 21 novembre | défaite                 | Devils du New Jersey      | New Jersey   | 2-5   | 11-7-4        | 26  |
| 23 | 23 novembre | défaite en prolongation | Sabres de Buffalo         | Buffalo      | 2-3   | 11-7-5        | 27  |
| 24 | 24 novembre | défaite                 | Bruins de Boston          | Montréal     | 2-3   | 11-8-5        | 27  |
| 25 | 27 novembre | défaite                 | Hurricanes de la Caroline | Montréal     | 1-2   | 11-9-5        | 27  |
| 26 | 1 décembre  | victoire                | Rangers de New York       | Montréal     | 5-2   | 12-9-5        | 29  |
| 27 | 2 décembre  | défaite                 | Sharks de San José        | Montréal     | 1-3   | 12-10-5       | 29  |
| 28 | 4 décembre  | victoire                | Sénateurs d'Ottawa        | Montréal     | 5-2   | 13-10-5       | 31  |
| 29 | 6 décembre  | victoire                | Sénateur d'Ottawa         | Ottawa       | 5-2   | 14-10-5       | 33  |
| 30 | 9 décembre  | victoire                | Blackhawks de Chicago     | Chicago      | 3-2   | 15-10-5       | 35  |
| 31 | 11 décembre | défaite                 | Wild du Minnesota         | Minnesota    | 1-7   | 15-11-5       | 35  |
| 32 | 13 décembre | victoire                | Hurricanes de la Caroline | Montréal     | 6-4   | 16-11-5       | 37  |
| 33 | 15 décembre | victoire                | Sénateurs d'Ottawa        | Montréal     | 5-2   | 17-11-5       | 39  |
| 34 | 17 décembre | défaite                 | Bruins de Boston          | Montréal     | 0-4   | 17-12-5       | 39  |
| 35 | 19 décembre | défaite                 | Avalanche du Colorado     | Colorado     | 1-2   | 17-13-5       | 39  |
| 36 | 20 décembre | victoire                | Coyotes de l'Arizona      | Arizona      | 2-1   | 18-13-5       | 41  |
| 37 | 22 décembre | victoire                | Golden Knights de Vegas   | Vegas        | 4-3   | 19-13-5       | 43  |
| 38 | 28 décembre | victoire                | Panthers de la Floride    | Floride      | 5-3   | 20-13-5       | 45  |
| 39 | 29 décembre | défaite                 | Lightning de Tampa Bay    | Tampa Bay    | 5-6   | 20-14-5       | 45  |
| 40 | 31 décembre | victoire                | Stars de Dallas           | Dallas       | 3-2   | 21-14-5       | 47  |
| 41 | 3 janvier   | victoire                | Canucks de Vancouver      | Montréal     | 2-0   | 22-14-5       | 49  |
| 42 | 5 janvier   | défaite                 | Prédateurs de Nashville   | Montréal     | 1-4   | 22-15-5       | 49  |
| 43 | 7 janvier   | défaite                 | Wild du Minnesota         | Montréal     | 0-1   | 22-16-5       | 49  |
| 44 | 8 janvier   | victoire                | Red Wings de Détroit      | Détroit      | 3-2   | 23-16-5       | 51  |
| 45 | 10 janvier  | défaite                 | Blues de St-Louis         | St-Louis     | 1-4   | 23-17-5       | 51  |
| 46 | 12 janvier  | victoire                | Avalanche du Colorado     | Montréal     | 3-0   | 24-17-5       | 53  |
| 47 | 14 janvier  | victoire                | Bruins de Boston          | Boston       | 3-2   | 25-17-5       | 55  |
| 48 | 15 janvier  | victoire                | Panthers de la Floride    | Montréal     | 5-1   | 26-17-5       | 57  |
| 49 | 18 janvier  | victoire                | Blue Jackets de Columbus  | Columbus     | 4-1   | 27-17-5       | 59  |
| 50 | 19 janvier  | victoire                | Flyers de Philadelphie    | Montréal     | 2-5   | 27-18-5       | 59  |
| 51 | 23 janvier  | victoire                | Coyotes de l'Arizona      | Montréal     | 2-1   | 28-18-5       | 61  |
| 52 | 2 février   | défaite en prolongation | Devils du New Jersey      | Montréal     | 2-3   | 28-18-6       | 62  |
| 53 | 3 février   | victoire                | Oilers d'Edmonton         | Montréal     | 4-3   | 29-18-6       | 64  |
| 54 | 5 février   | victoire                | Ducks d'Anaheim           | Montréal     | 4-1   | 30-18-6       | 66  |
| 55 | 7 février   | victoire                | Jets de Winnipeg          | Montréal     | 5-2   | 31-18-6       | 68  |
| 56 | 9 février   | défaite en prolongation | Maple Leafs de Toronto    | Montréal     | 3-4   | 31-18-7       | 69  |
| 57 | 14 février  | défaite                 | Prédateurs de Nashville   | Nashville    | 1-3   | 31-19-7       | 69  |
| 58 | 16 février  | défaite                 | Lightning de Tampa Bay    | Tampa Bay    | 0-3   | 31-20-7       | 69  |
| 59 | 17 février  | défaite                 | Panthers de la Floride    | Floride      | 3-6   | 31-21-7       | 69  |
| 60 | 19 février  | victoire                | Blue Jackets de Columbus  | Montréal     | 3-2   | 32-21-7       | 71  |
| 61 | 21 février  | victoire                | Flyers de Philadelphie    | Montréal     | 5-1   | 33-21-7       | 73  |
| 62 | 23 février  | défaite                 | Maple Leafs de Toronto    | Toronto      | 3-6   | 33-22-7       | 73  |
| 63 | 25 février  | défaite                 | Devils du New Jersey      | New Jersey   | 1-2   | 33-23-7       | 73  |
| 64 | 26 février  | victoire                | Red Wings de Détroit      | Détroit      | 8-1   | 34-23-7       | 75  |
| 65 | 1 mars      | victoire                | Rangers de New York       | New York     | 4-2   | 35-23-7       | 77  |
| 66 | 2 mars      | défaite                 | Penguins de Pittsburgh    | Montréal     | 1-5   | 35-24-7       | 77  |
| 67 | 5 mars      | victoire                | Kings de Los Angeles      | Los Angeles  | 3-1   | 36-24-7       | 79  |
| 68 | 7 mars      | défaite                 | Sharks de San José        | San José     | 2-5   | 36-25-7       | 79  |
| 69 | 8 mars      | défaite                 | Ducks d'Anaheim           | Anaheim      | 2-8   | 36-26-7       | 79  |
| 70 | 12 mars     | victoire                | Red Wings de Détroit      | Montréal     | 3-1   | 37-26-7       | 81  |
| 71 | 14 mars     | défaite                 | Islanders de New York     | New York     | 1-2   | 37-27-7       | 81  |
| 72 | 16 mars     | défaite                 | Blackhawks de Chicago     | Montréal     | 0-2   | 37-28-7       | 81  |
| 73 | 19 mars     | victoire                | Flyers de Philadelphie    | Philadelphie | 3-1   | 38-28-7       | 83  |
| 74 | 21 mars     | victoire                | Islanders de New York     | Montréal     | 4-0   | 39-28-7       | 85  |
| 75 | 23 mars     | victoire                | Sabres de Buffalo         | Montréal     | 7-4   | 40-28-7       | 87  |
| 76 | 24 mars     | défaite en prolongation | Hurricanes de la Caroline | Caroline     | 1-2   | 40-28-8       | 88  |
| 77 | 26 mars     | victoire                | Panthers de la Floride    | Montréal     | 6-1   | 41-28-8       | 90  |
| 78 | 28 mars     | défaite                 | Blue Jackets de Columbus  | Columbus     | 2-6   | 41-29-8       | 90  |
| 79 | 30 mars     | victoire                | Jets de Winnipeg          | Winnipeg     | 3-1   | 42-29-8       | 92  |
| 80 | 2 avril     | victoire                | Lightning de Tampa Bay    | Montréal     | 4-2   | 43-29-8       | 94  |
| 81 | 4 avril     | défaite                 | Capitals de Washington    | Washington   | 1-2   | 43-30-8       | 94  |
| 82 | 6 avril     | victoire                | Maple Leafs de Toronto    | Montréal     | 6-5   | 44-30-8       | 96  |

- Victoire
- Défaite dans le temps réglementaire
- Défaite en prolongation ou en fusillade

### Statistiques
| Nom                  | Poste         | PJ | B  | A  | Pts | Pun |
| -------------------- | ------------- | -- | -- | -- | --- | --- |
| Maxwell Domi         | Centre        | 82 | 28 | 44 | 72  | 80  |
| Tomáš Tatar          | Ailier gauche | 80 | 25 | 33 | 58  | 34  |
| Jonathan Drouin      | Ailier gauche | 81 | 18 | 35 | 53  | 26  |
| Phillip Danault      | Centre        | 81 | 12 | 41 | 53  | 39  |
| Brendan Gallagher    | Ailier droit  | 82 | 33 | 19 | 52  | 49  |
| Andrew Shaw          | Ailier droit  | 63 | 19 | 28 | 47  | 71  |
| Jeff Petry           | Défenseur     | 82 | 13 | 33 | 46  | 28  |
| Jesperi Kotkaniemi   | Centre        | 79 | 11 | 23 | 34  | 26  |
| Shea Weber           | Défenseur     | 58 | 14 | 19 | 33  | 28  |
| Paul Byron           | Ailier gauche | 56 | 15 | 16 | 31  | 17  |
| Artturi Lehkonen     | Ailier gauche | 82 | 11 | 20 | 31  | 32  |
| Joel Armia           | Ailier droit  | 57 | 13 | 10 | 23  | 14  |
| Jordie Benn          | Défenseur     | 81 | 5  | 17 | 22  | 39  |
| Brett Kulak          | Défenseur     | 57 | 6  | 11 | 17  | 31  |
| Victor Mete          | Défenseur     | 71 | 0  | 13 | 13  | 6   |
| Mike Reilly          | Défenseur     | 57 | 3  | 8  | 11  | 16  |
| Kenneth Agostino     | Ailier gauche | 36 | 2  | 9  | 11  | 26  |
| Jordan Weal          | Centre        | 16 | 4  | 6  | 10  | 2   |
| Matthew Peca         | Centre        | 39 | 3  | 7  | 10  | 4   |
| Nate Thompson        | Centre        | 25 | 1  | 6  | 7   | 0   |
| Charles Simard-Hudon | Ailier gauche | 32 | 3  | 2  | 5   | 16  |
| Nicolas Deslauriers  | Ailier gauche | 48 | 2  | 3  | 5   | 22  |
| Noah Juulsen         | Défenseur     | 21 | 1  | 4  | 5   | 6   |
| Michael Chaput       | Centre        | 32 | 0  | 5  | 5   | 14  |
| Christian Folin      | Défenseur     | 19 | 0  | 4  | 4   | 11  |
| Ryan Poehling        | Centre        | 1  | 3  | 0  | 3   | 0   |
| Xavier Ouellet       | Défenseur     | 19 | 0  | 3  | 3   | 13  |
| David Schlemko       | Défenseur     | 18 | 0  | 2  | 2   | 4   |
| Tomas Plekanec       | Centre        | 3  | 1  | 0  | 1   | 0   |
| Karl Alzner          | Défenseur     | 9  | 0  | 1  | 1   | 2   |
| Antti Niemi          | Gardien       | 17 | 0  | 1  | 1   | 0   |
| Carey Price          | Gardien       | 66 | 0  | 1  | 1   | 2   |
| Charlie Lindgren     | Gardien       | 1  | 0  | 0  | 0   | 0   |
| Dale Weise           | Ailier droit  | 9  | 0  | 0  | 0   | 4   |

| Nom              | PJ | V  | D  | Pr. | Min  | BC  | Moy  | %Arr | Bl |
| ---------------- | -- | -- | -- | --- | ---- | --- | ---- | ---- | -- |
| Carey Price      | 66 | 35 | 24 | 6   | 3880 | 161 | 2,49 | 91,8 | 4  |
| Antti Niemi      | 17 | 8  | 6  | 2   | 969  | 61  | 3,78 | 88,7 | 0  |
| Charlie Lindgren | 1  | 1  | 0  | 0   | 65   | 5   | 4,62 | 89,8 | 0  |

## Repêchage
| No  | Tour | Nom                | Nationalité | Position      |
| --- | ---- | ------------------ | ----------- | ------------- |
| 3   | 1er  | Jesperi Kotkaniemi | Finlande    | Centre        |
| 35  | 2e   | Jesse Ylönen       | Finlande    | Ailier droit  |
| 38  | 2e   | Aleksandr Romanov  | Russie      | Défenseur     |
| 56  | 2e   | Jacob Olofsson     | Suède       | Centre        |
| 66  | 3e   | Cameron Ellis      | Canada      | Centre        |
| 71  | 3e   | Jordan Harris      | États-Unis  | Défenseur     |
| 97  | 4e   | Allan McShane      | Canada      | Centre        |
| 123 | 4e   | Jack Gorniak       | États-Unis  | Ailier gauche |
| 128 | 5e   | Cole Fonstad       | Canada      | Centre        |
| 133 | 5e   | Samuel Houde       | Canada      | Centre        |
| 190 | 7e   | Brett Stapley      | Canada      | Centre        |